# Sint-Denijskerk (Vorst)
De Sint-Denijskerk (Frans: Église Saint-Denis) is een rooms-katholieke kerkgebouw in het historische centrum van de Belgische gemeente Vorst in het Brussels Hoofdstedelijk Gewest. De kerk staat tussen het Sint-Denijsplein en de resten van de abdij. Ze is gebouwd in Romaanse en gotische stijl. De oudste resten uit de kerk dateren van de 12e eeuw. Ze heeft het uitzicht van een dorpskerk.
In het koor van de kapel kan men de cenotaaf van de heilige Alena bewonderen. Het is een van de weinige grafmonumenten uit de 12e eeuw die in België bewaard gebleven zijn: een veelluik en enkele schilderijen uit de 16e eeuw, en een Christus aan het kruis van vóór 1220, die de vroegere abdijkerk heeft opgeluisterd.

## Structuur en evolutie
Op de plaats van de huidige Sint-Denijskerk, zou in de 7e eeuw een lemen hut gestaan hebben die dienstdeed als gebedsplaats. Ze werd gewijd aan de eerste bisschop van Athene.
De huidige kerk werd gebouwd naast de kapel voor de heilige Alena. Deze kerk draagt nog altijd de romaanse architecturale sporen uit die periode: een rondboog en ramen, dichtgemetseld voor latere verbouwing.
De ontwikkeling van de kerk verliep in de loop van de jaren als volgt:
- 12e eeuw: de oudste resten van de kerk;
- 13e-eeuwse koor van de huidige kerk is vroeg-gotisch;
- Rond 1300: Het schip en de zijbeuken werden gebouwd;
- Begin 15e eeuw: de eerste verdieping van de klokkentoren gebouwd;
- 1542: twee laat-gotische zijkapellen werden toegevoegd;
- 18e-eeuwse torenspits;
- 1944: de oorspronkelijke glasramen werden gebombardeerd en na de oorlog terug hersteld.

## Legende
De legende van de Sint-Denijskerk is nauw verbonden met het ontstaan van de gemeente Vorst. Ze dateert uit de 7e eeuw, de periode van de kerstening van de Franken.
Alena was de dochter van de heer van Dilbeek. Stiekem trok ze er 's nachts op uit om christelijke misvieringen bij te wonen. Haar vader kwam er achter en gaf zijn soldaten de opdracht haar terug te brengen naar Dilbeek. Ze wilde niet en er ontstond een gevecht. Alena hield zich stevig aan een boom vast. Haar arm werd eraf gerukt en ze overleed aan haar verwonding. Een engel bracht Alena's arm naar de kapel. Ook het stoffelijke overschot werd er begraven. In de 12e eeuw werd Alena heilig verklaard. Een verering begon en de huidige kerk werd gebouwd.